# Ванто (Нью-Йорк)
Ванто (англ. Wantagh) — переписна місцевість (CDP) в США, в окрузі Нассау штату Нью-Йорк. Населення — 18 613 особи (2020).

## Географія
Ванто розташоване за координатами 40°40′10″ пн. ш. 73°30′37″ зх. д. / 40.66944° пн. ш. 73.51028° зх. д. (40.669351, -73.510255).  За даними Бюро перепису населення США в 2010 році переписна місцевість мала площу 10,69 км², з яких 9,92 км² — суходіл та 0,77 км² — водойми.

## Демографія
Згідно з переписом 2010 року, у переписній місцевості мешкала 18 871 особа в 6126 домогосподарствах у складі 5118 родин. Густота населення становила 1765 осіб/км².  Було 6250 помешкань (585/км²).
Расовий склад населення:
| - 96,0 % — білих - 2,0 % — азіатів - 0,3 % — чорних або афроамериканців - 0,1 % — корінних американців |

До двох чи більше рас належало 0,9 %. Частка іспаномовних становила 4,7 % від усіх жителів.
За віковим діапазоном населення розподілялося таким чином: 26,9 % — особи молодші 18 років, 59,7 % — особи у віці 18—64 років, 13,4 % — особи у віці 65 років та старші. Медіана віку мешканця становила 41,4 року. На 100 осіб жіночої статі у переписній місцевості припадало 93,5 чоловіків;  на 100 жінок у віці від 18 років та старших — 90,8 чоловіків також старших 18 років.
Середній дохід на одне домашнє господарство  становив 156 983 долари США (медіана — 127 407), а середній дохід на одну сім'ю — 172 464 долари (медіана — 142 391). Медіана доходів становила 81 546 доларів для чоловіків та 62 409 доларів для жінок. За межею бідності перебувало 2,5 % осіб, у тому числі 2,2 % дітей у віці до 18 років та 3,9 % осіб у віці 65 років та старших.
Цивільне працевлаштоване населення становило 9393 особи. Основні галузі зайнятості: освіта, охорона здоров'я та соціальна допомога — 28,1 %, науковці, спеціалісти, менеджери — 13,7 %, фінанси, страхування та нерухомість — 11,2 %, роздрібна торгівля — 10,2 %.